# Elisabeth Altmann-Gottheiner

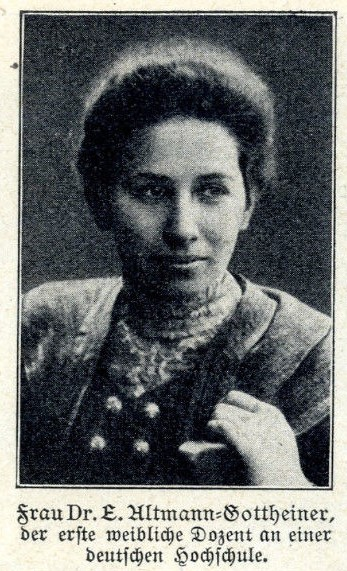
Elisabeth Altmann-Gottheiner (1908)

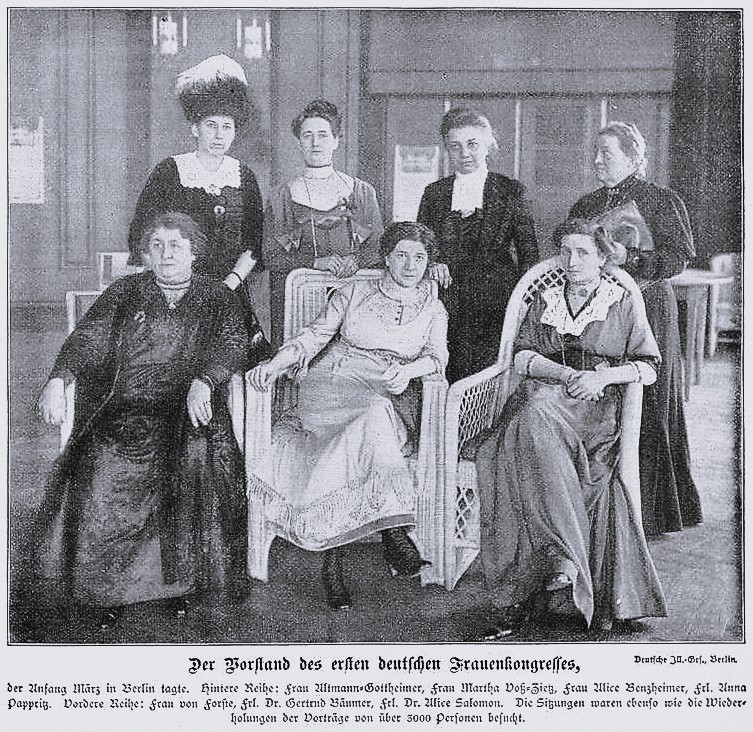
Vorstand des ersten deutschen Frauenkongresses Anfang März 1912 in Berlin. Hintere Reihe von links: Elisabeth Altmann-Gottheiner, Martha Voss-Zietz, Alice Bensheimer, Anna Pappritz. Vordere Reihe von links: Helene von Forster, Gertrud Bäumer, Alice Salomon.

Elisabeth Altmann-Gottheiner (* 26. März 1874 in Berlin; † 21. Oktober 1930 in Mannheim) war eine der ersten deutschen Hochschullehrerinnen und als Frauenrechtlerin aktiv.

## Leben und Wirken
Elisabeth Gottheiner entstammte einer Familie des jüdisch-liberalen Bürgertums. Sie wurde 1874 als Tochter des Geh. Baurats Paul Gottheiner in Berlin geboren. Nach dem damals üblichen Schulunterricht begann sie ein Studium der Volkswirtschaft. Sie studierte zunächst in London und anschließend in Berlin. Im Jahr 1902 folgte die Promotion in Zürich, im Deutschen Reich damals nicht möglich, mit der Untersuchung Studien über die Wuppertaler Textil-Industrie und ihre Arbeiter in den letzten 20 Jahren.
Im Jahr 1908 war sie erste weibliche Lehrbeauftragte an der Handelshochschule Mannheim. Im selben Jahr wurde sie Mitglied des Bundes Deutscher Frauenvereine (BDF), den sie in der folgenden Zeit mehrfach bei internationalen Tagungen vertrat. Von 1912 bis 1924 war sie als Herausgeberin und Schatzmeisterin für den Bund tätig. So gab sie ab 1912 das Jahrbuch der Frauenbewegung heraus. Mit ihrer BDF-Kollegin Alice Bensheimer engagierte sie sich in der Fortschrittlichen Volkspartei. Ihre Hoffnung, die Partei würde für das Frauenstimmrecht eintreten, erfüllte sich jedoch nicht. 1921 veröffentlichte sie Die Berufsaussichten der deutschen Akademikerinnen (Halle/Saale). 1925 wurde ihr die Amtsbezeichnung ordentlicher Professor verliehen.
Sie war zudem Mitglied und zweite Vorsitzende der gemeinnützigen Organisation GEDOK, der „Gemeinschaft deutscher und oesterreichischer Künstlerinnen und Kunstfreundinnen“.
Elisabeth Gottheiner hatte 1906 den Nationalökonomen Samuel Paul Altmann (1878–1933) geheiratet. Im Herbst 1930 wurde ihr Ehemann emeritiert. Sie selbst hatte wegen einer schweren Erkrankung bereits ihre Lehrtätigkeit eingestellt und verstarb kurz darauf.

## Ehrungen
Die Universität Mannheim vergibt seit 1996 jährlich den Elisabeth-Altmann-Gottheiner-Preis, gestiftet von der Senatskommission für Gleichstellung. Mit dem Preis werden hervorragende Abschlussarbeiten mit Gender- und Diversitybezug ausgezeichnet.
In Mannheim-Käfertal ist eine Straße nach Altmann-Gottheiner benannt.

## Werke
- Die gewerbliche Arbeiterinnenfrage, Leipzig, Dietrich 1905.
- Das Wahlrecht der Frauen zu den beruflichen Interessenvertretungen, Berlin 1910
- Die deutschen politischen Parteien und ihre Stellung zur Frauenfrage, Berlin 1910
- Die Berufsaussichten der deutschen Akademikerinnen, Halle (Saale), M. Niemeyer 1921.
- Leitfaden durch die Sozialpolitik, Leipzig, Gloeckner 1923.